# Station Romorantin-Blanc-Argent
Station Romorantin-Blanc-Argent is een spoorwegstation in de Franse gemeente Romorantin-Lanthenay.